# Переломов Іван Арсентійович
Іва́н Арсе́нтійович Перело́мов (*24 лютого 1943, Вишневе, Пирятинський район,  Полтавська область,  УРСР  — †13 березня 2003, Копили, Полтавський район, Україна) — український поет, педагог. 
У 1980 році нагороджений Грамотою Міністерства освіти Української РСР за сумлінну роботу у справі навчання і виховання підростаючого покоління.

## Короткий життєпис
Народився у хліборобській сім'ї 24 лютого 1943 року на Пирятинщині (тодішній Пирятинський ґебіт) в селі Вишневе Полтавської області. Мати (до шлюбу Гапоненко) була робітницею радгоспу, батько загинув на фронті німецько-радянської війни.
Після закінчення Харківецької середньої школи працював різноробом, малярем. У 1967 році здобув вищу філологічну освіту у Запорізькому державному педагогічному інституті, після чого працював учителем української мови та літератури у школах Полтавського району, ПТУ м. Полтави та у редакціях різних полтавських газет. Майже 30 останніх років проживав у приміському селі Копили, де й похований.
Іван Переломов понад два свої останні десятиріччя присвятив роботі вчителем української мови, літератури і малювання у восьмирічній школі села Ваці Полтавського району. Багато десятиріч поспіль був учасником полтавської літературної студії «Сівач», членом Полтавської спілки літераторів, неодноразово виборював призові місця на фестивалях і «поетичних веснах», має численні грамоти за літературні здобутки та освітньо-виховну діяльність. Друкувався у місцевій та всеукраїнській періодиці, у альманасі «Криниця», літературних збірниках, видав поетичну збірку «Волошковий вогонь». Виданню двох наступних збірок (зокрема, дитячої поезії) перешкодила раптова смерть. 
Іван Переломов пішов із життя 13 березня 2003 року внаслідок інсульту.
З 22 липня 2024 року вулиця у Копилах, на якій він мешкав, називається його іменем.

## Творчість
Поетична творчість Івана Арсентійовича багатогранна: це і громадянська поезія, і інтимна лірика, і гумористичні твори та байки, і вірші для дітей. Окрім того Іван Переломов писав малу прозу: оповідання, новели, етюди, образки, гуморески, пробував сили як поет-перекладач, мав хист до живопису й графіки. 
Його творам притаманна добірна мова, свіжі образи, несподівані метафори, самобутнє поетичне світобачення.
Свій перший вірш «Червона калина» Іван Переломов надрукував у 1967 році в газеті «Запорізька правда». Згодом публікувався в газетах «Ленінським шляхом», «Комсомолець Полтавщини», «Зоря Полтавщини», «Село полтавське», «Вісті», «Літературна Полтавщина», «Полтавочка», «Полтавська думка», «Молода громада», «Полтавський вісник», «Пирятинські вісті», «Молодь України», «Зірка», «Літературна Україна», «Профспілкова газета», «Освіта», «Освіта України», «Сільська школа», журналах «Дивослово», «Добромисл», «Журавлик», «Дошкільне виховання», у альманасі Полтавської організації Спілки письменників України «Криниця» тощо. Його твори також звучали по районному, обласному і республіканському радіо.
У 1992 році у видавництві «Астрея» побачила світ перша поетична збірка Івана Переломова «Волошковий вогонь», схвально зустрінута читачами і критиками. Провідними темами збірки є синівська любов автора до рідної землі, до найдорожчої у світі людини — матері, до людей, які живуть і трудяться поруч, тема відлуння війни, чорні сторінки голодомору українського народу 1932-1933 рр., кохання, вірність, віра в людину та щасливу долю України. У збірці поет виявив себе і як майстер білого вірша, віршованої мініатюри. 
Також у 1992 році виходить колективна збірка «Сівач» (Полтава, ІВА «Астрея»), де доробок І. Переломова представлено чималою добіркою поезій. 
У 1996 році в Києві побачив світ двотомник (упорядник І. П. Складаний) віршів педагогів України під назвою «Самоцвіти», куди увійшли і твори І. Переломова. У видавництві «Полтавський літератор» вийшла з друку книжка полтавських поетів, де з біографічною довідкою вміщено ліричні твори вчителя з села Копили. 
У 2000 році з'явилася книжка «Січовий Парнас» (за редакцією В. А. Чабаненка), у якій зібрано літературні твори студентів Запорізького педінституту різних випусків, зокрема, колишнього випускника І. Переломова.